# Налоговый жетон

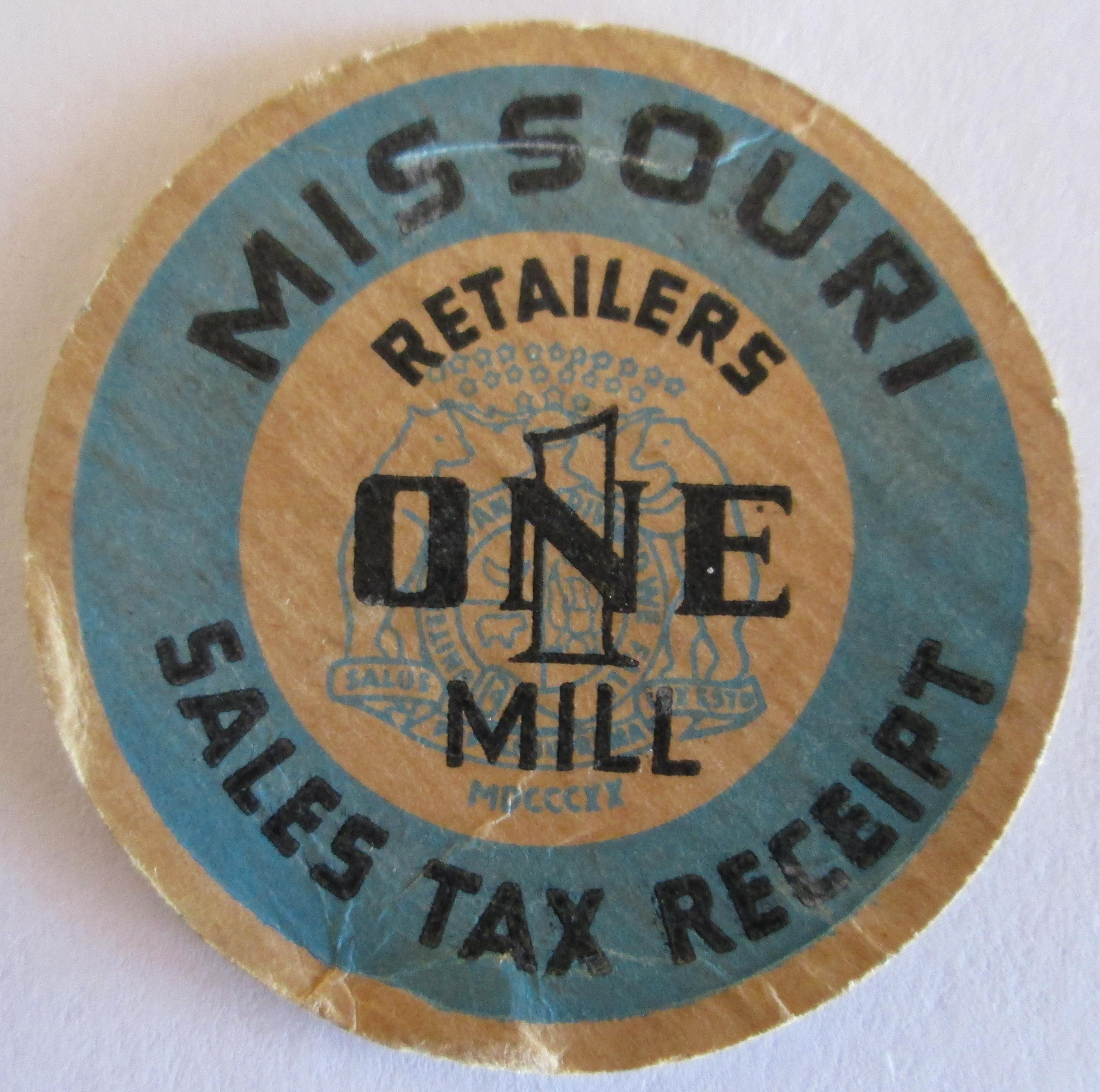
Жетон Миссури 1935 г. с номиналом в «1 миль» (1/10 цента), известный под сленговым названием «молочная крышка» из-за сходства с крышкой молочной бутылки того времени

Налоговые жетоны (англ. Sales tax token, Tax token) — жетоны на суммы, дробные по отношению к центу, использовавшиеся для уплаты акциза (налога на продажу) на очень мелкие покупки во многих американских штатах в годы Великой депрессии. Налоговые жетоны были созданы в помощь потребителям, чтобы тем не приходилось округлять налог до полного цента при покупках на суммы 5 или 10 центов. Выпускавшинся частными фирмами, муниципалитетами и 12 штатами США налоговые жетоны, как правило, выпускались номиналом в 1 миль (1⁄10 цента).

## История

### Причины
До начала мировой войны летом 1914 года только в двух странах, Мексике и Филиппинах, существовал общий налог с продаж, однако в мире были широко распространены акцизы — налоги на продажу отдельных видов товаров, поэтому идея общего налога с продаж не представляла собой новизны для лиц, принимающих политические решения в США.
В 1921 году группа конгрессменов предложила ввести 1%-й национальный налог с продаж в США, введя соответствующую поправку в законы о Национальном бюджете 1921 года и в Закон о выплатах солдатам 1922 года. Хотя предложение было отвергнуто из-за противодействия фермеров и работодателей, в штате Западная Виргиния в том же году учредили 1%-й налог, доход от которого заменил корпоративный подоходный налог. Улучшение экономических условий в 1920-х годах привело к тому, что примеру Западной Вирджинии не последовал тогда ни один из 48 американских штатов.
В 4-м квартале 1929 года США поразил глобальный экономический кризис. По мере роста безработицы упали поступления подоходного налога и резко возросли случаи неуплаты налога на недвижимость, в то время как расходы бюджетов штатов на меры по облегчению бремени для наименее обеспеченных слоев населения и безработных возросли. В штате Джорджия налог с продаж был введён в 1929 году, затем последовала волна введения налога с продаж в других штатах под влиянием глубокого финансового кризиса. По состоянию на 1933 год налог с продаж существовал не менее чем в 11 штатах, в том числе таких, как Нью-Йорк, Иллинойс, Калифорния и Мичиган. С тех времён налог с продаж считается ключевым элементом бюджета американских штатов.

### Учреждение жетонов налога с продаж

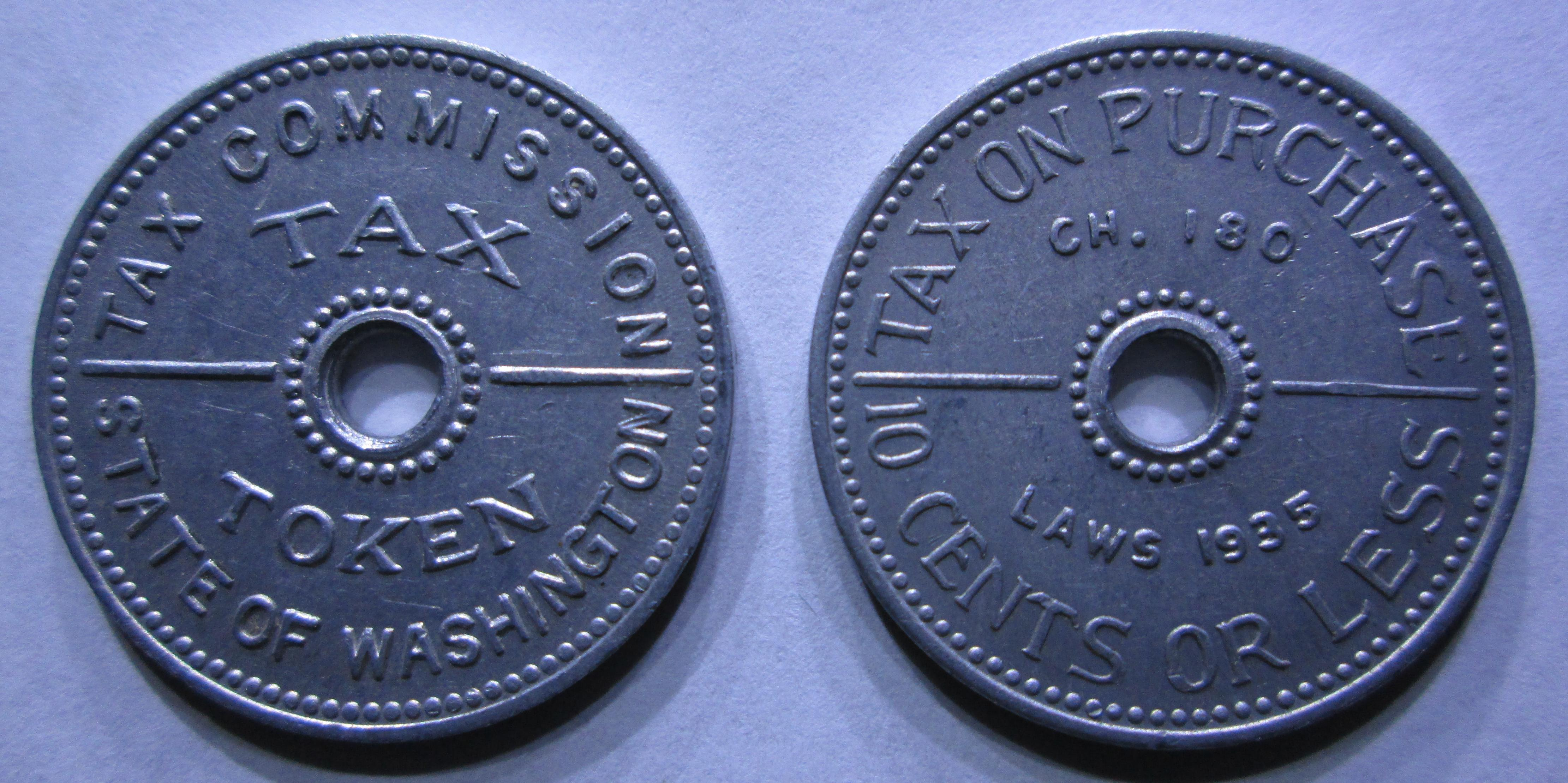
Алюминиевые налоговые жетоны штата Вашингтон номиналом в 2 миля (1/5 цента) для «налога на покупку на сумму 10 центов или менее» согласно закону о налоге на продажи в размере 2 %

Первыми 12 штатами, которые ввели жетоны, были Алабама, Аризона, Колорадо, Иллинойс, Канзас, Луизиана, Миссисипи, Миссури, Нью-Мексико, Оклахома, Юта и Вашингтон.
В дополнение к жетонам на дробные суммы, существовавшим в разных штатах, бумажные налоговые марки и перфокарты использовались в штате Огайо.
Потребители рассматривали жетоны на налог с продаж как лишнюю обузу, поэтому вскоре они были заменены новой системой (bracket system), выровнявшей сумму налога с продаж на малые суммы. К концу 1930-х годов большинство штатов отказалось от жетонов; лишь в штате Миссури они просуществовали до конца 1940-х годов.

### Коллекционирование

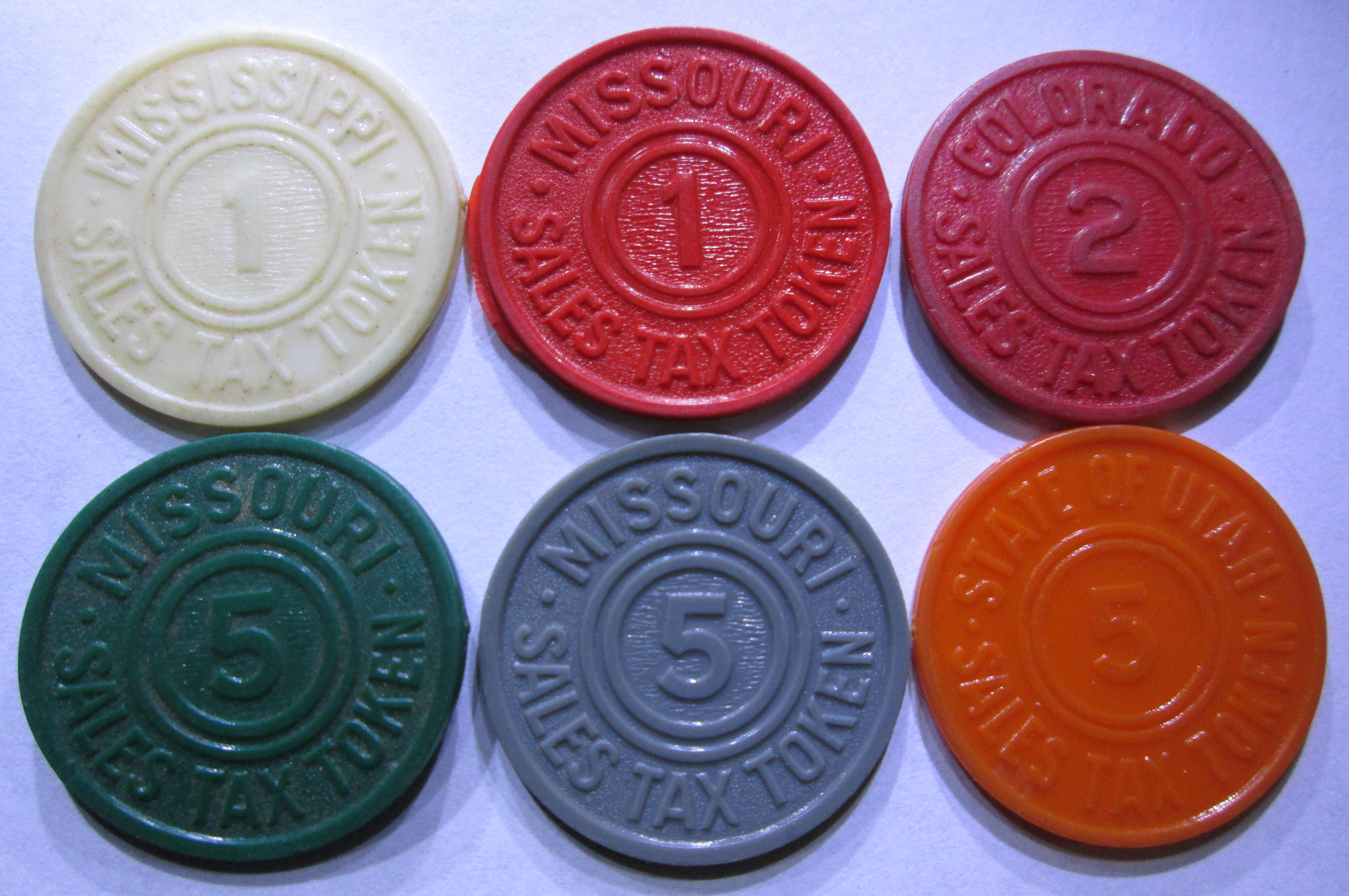
Ряд штатов выпустил красочные пластиковые налоговые жетоны общей суммой на сотни миллионов долларов. Номинал на жетонах выражен в «миллях» (десятых процента)

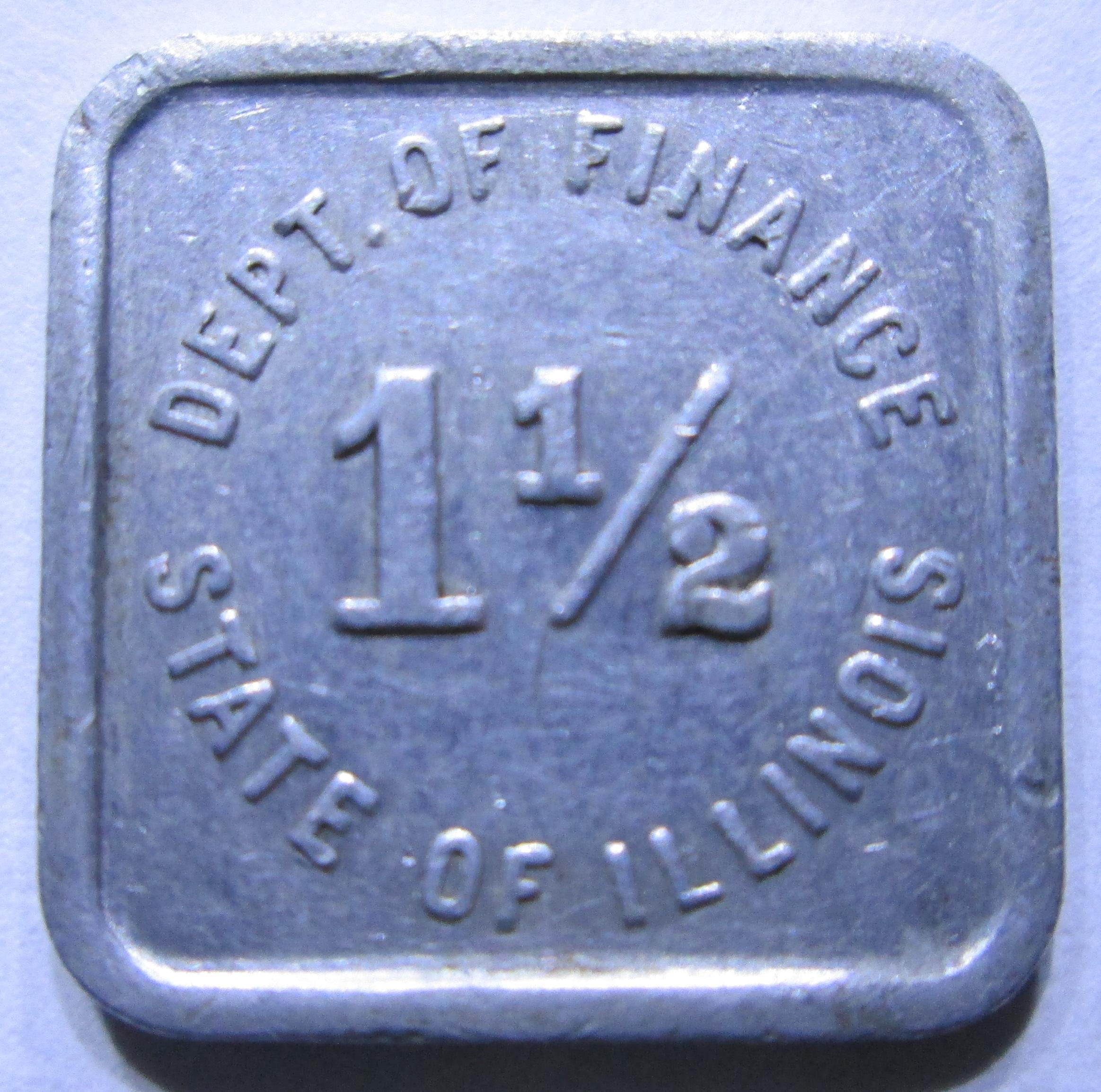
Квадратный налоговый жетон штата Иллинойс

Налоговые жетоны выпускались из различных материалов: картона, латуни, бронзы, алюминия, прессованного хлопкового волокна и пластика. Количество видов выпущенных жетонов исчисляется сотнями, причём отдельные варианты чеканились тиражом в десятки миллионов. По этой причине налоговые жетоны считаются среди коллекционеров нередкими и малоценными. С другой стороны, отдельные образцы известны лишь в немногих и даже в единственном экземпляре.
В 1971 году коллекционеры налоговых жетонов основали Американское общество налоговых жетонов (American Tax Token Society), которое с момента основания публикует ежеквартальный бюллетень.